# Altmore
Altmore (Allt Mór in gaelico irlandese) è un comune dell'Irlanda del Nord, situato nella contea di Tyrone.